# Zoo TV Tour
Zoo TV Tour – trasa koncertowa irlandzkiego zespołu rockowego U2 z lat 1992-1993, promująca albumy Achtung Baby z 1991 roku oraz Zooropa z 1993 roku. Z tej trasy pochodzi koncertowe wydawnictwo: Zoo TV: Live from Sydney. Podczas tournée jako support wystąpili m.in.: Pixies, Primus, The Velvet Underground czy Björk. Szacuje się, że wszystkie koncerty w 21 państwach na czterech kontynentach zobaczyło około 5,3 miliona osób. Dla muzyków trasa była na tyle wyczerpująca, że zespół powrócił do studia dopiero w 1995 podczas nagrywania Original Soundtracks 1.

## Inspiracje
Po sukcesie nagranego w Berlinie albumu Achtung Baby, zainspirowanego przez upadek komunizmu we wschodniej Europie i Muru Berlińskiego, zespół sięgnął do motywów pochodzących z mediów np.: przeciążenie informacją czy zapping:

Pomysł na trasę zrodził się w tym samym czasie, co pomysł na album. (...) Fikcja zaczęła być męcząca. Media zmierzały w stronę farsy prezentując prawdziwe życie ludzi. (...) Chcieliśmy zorganizować trasę, która odwoływałaby się do nowych zjawisk w telewizji i radiu.

## Przebieg
Cała trasa podzielona była na 5 części:
|                    | Hale w Ameryce Północnej   | Hale w Europie                                                                                               | Stadiony w Ameryce Północnej – Outside Broadcast | Stadiony w Europie – Zooropa | Stadiony w Australii, Nowej Zelandii i Japonii – Zoomerang / New Zooland |
| ------------------ | -------------------------- | --- | ------------------------------------------------ | --- | ------------------------------------------------------------------------ |
| Rozpoczęcie        | 29.02.1992                 | 7.05.1992 | 7.08.1992                                        | 7.05.1993 | 12.11.1993                                                               |
| Zakończenie        | 23.04.1992                 | 19.06.1992                                                                                                   | 25.11.1992                                       | 28.08.1993 | 10.12.1993                                                               |
| Liczba koncertów   | 32                         | 25 | 47                                               | 44 | 10                                                                       |
| Odwiedzone państwa | Stany Zjednoczone · Kanada | Francja · Belgia · Szwajcaria · Hiszpania · Włochy · Austria · Niemcy · Wielka Brytania · Szwecja · Holandia | Stany Zjednoczone · Kanada · Meksyk              | Holandia · Portugalia · Hiszpania · Francja · Belgia · Niemcy · Szwajcaria · Włochy · Węgry · Dania · Norwegia · Szwecja · Wielka Brytania · Irlandia | Australia · Nowa Zelandia · Japonia                                      |

W trakcie koncertów Bono aby pokazać potęgę narzędzia, jakim jest telefon, m.in. dzwonił do Białego Domu oraz zamówił 1000 pizz z pizzeri w Detroit. Istotnym elementem były rejestrowane w tak zwanych "telekonfesjonałach" wyznania fanów, które poprzedzały bisy. Ponadto za pomocą czasu antenowego wykupionego od EBU na żywo pokazywane były obrazy z oblężonego Sarajewa a frontman przeprowadzał wywiady z mieszkańcami. Przybliżone dane mówią o dziennym koszcie trasy sięgającym 125 000 dolarów a cena biletu na trzecią część trasy wynosiła 22 funty.

## Scena
Podobnie, jak przy kolejnych trasach, zespół zaprosił do współpracy Marka Fishera oraz Williego Williamsa. Po raz pierwszy w historii przygotowany wcześniej materiał łączony był z ujęciami grającego zespołu. Tak powstały obraz pokazywany był przez rozmieszczone na scenie ekrany. Ówczesny właściciel wytwórni Island, Philips produkował na początku lat dziewięćdziesiątych zestaw czterech ekranów, które można było połączyć w jeden – Nit Star. Za oświetlenie sceny w trakcie koncertu odpowiadało 11 trabantów – samochodów uznawanych za symbol zjednoczenia Niemiec. Ważące 27 ton nagłośnienie miało moc miliona watów. Największa scena (z części Outside Broadcast) ważyła ponad 1000 ton, transportowana była przez 52 ciężarówki i składała się z :
- głównej sceny o wymiarach 76 m na 24 m;
- kładki o długości 46 m zakończonej innowacyjnym wówczas b-stage;
- 4,8 km okablowania;
- 18 projektorów;
- 26 mikrofonów;
- 592 głośników;
- 312 subwooferów;

Budowa sceny na miejscu koncertu trwała 40 godzin pracy, w której uczestniczyło 200 robotników. Sam koncert obsługiwało stuosiemdziesięcioosobowa załoga, przewożona między koncertami przez 12 autobusów lub samolotem (tzw. Zoo Plane).

## Utwory

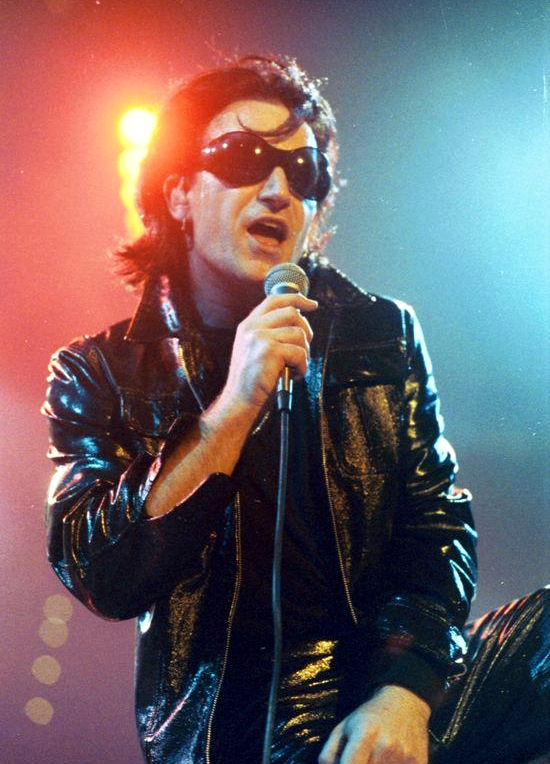
Bono w przebraniu "Muchy", wykonując piosenkę The Fly w Cleveland, 26.03.1992

Oczywiście na koncertach pojawiały się piosenki z Achtung Baby – na każdym koncercie były to: Even Better Than the Real Thing, Mysterious Ways, One, The Fly oraz Zoo Station od którego rozpoczynał się prawie każdy koncert. Dodatkowo na każdym występie pojawiały się utwory takie jak: Pride (In the Name of Love), Running to Stand Still, Where the Streets Have No Name i Bullet the Blue Sky. Z Achtung Baby zespół nie zagrał w ogóle utworu Acrobat Po wydaniu Zooropy 5 lipca 1993 na koncertach pojawiły się wszystkie utwory z tej płyty poza Some Days Are Better Than Others, The First Time oraz The Wanderer. Łącznie w całości podczas trasy wykonano 54 różne piosenki. Na zakończenie najczęściej grano Can't Help Falling in Love (68 razy). Podczas koncertu w rodzinnym mieście zespołu – Dublinie, zespół zagrał dodatkowo utwory: When Love Comes to Town (z Adamem Claytonem w chórkach i The Edge'em śpiewającym jedną z fraz śpiewanych oryginalnie przez B.B. Kinga), oraz irlandzki utwór folkowy – Dirty Old Town (śpiewany przez perkusistę Larry Mullen Juniora z akompaniamentem The Edge'a i Adama Claytona na gitarach).

## Skład zespołu
- Bono – wokale główne (oprócz utworów: Numb e Dirty Old Town), gitara (utwory: The Fly, One, Angel of Harlem, Stay (Faraway, So Close!), When Love Comes to Town, With or Without You, Dirty Day), harmonijka (utwór: Running to Stand Still)
- The Edge – gitara, chórki; syntezator (utwory: New Year's Day i Mysterious Ways), wokale główne (utwór: Numb), wokale pomocnicze (utwory: The Fly, When Love Comes to Town)
- Adam Clayton – gitara basowa, chórki (utwór: When Love Comes to Town)
- Larry Mullen Jr. – perkusja, instrumenty perkusyjne; chórki (utwór: Numb), wokale główne (utwór: Dirty Old Town)